# 소수성 효과

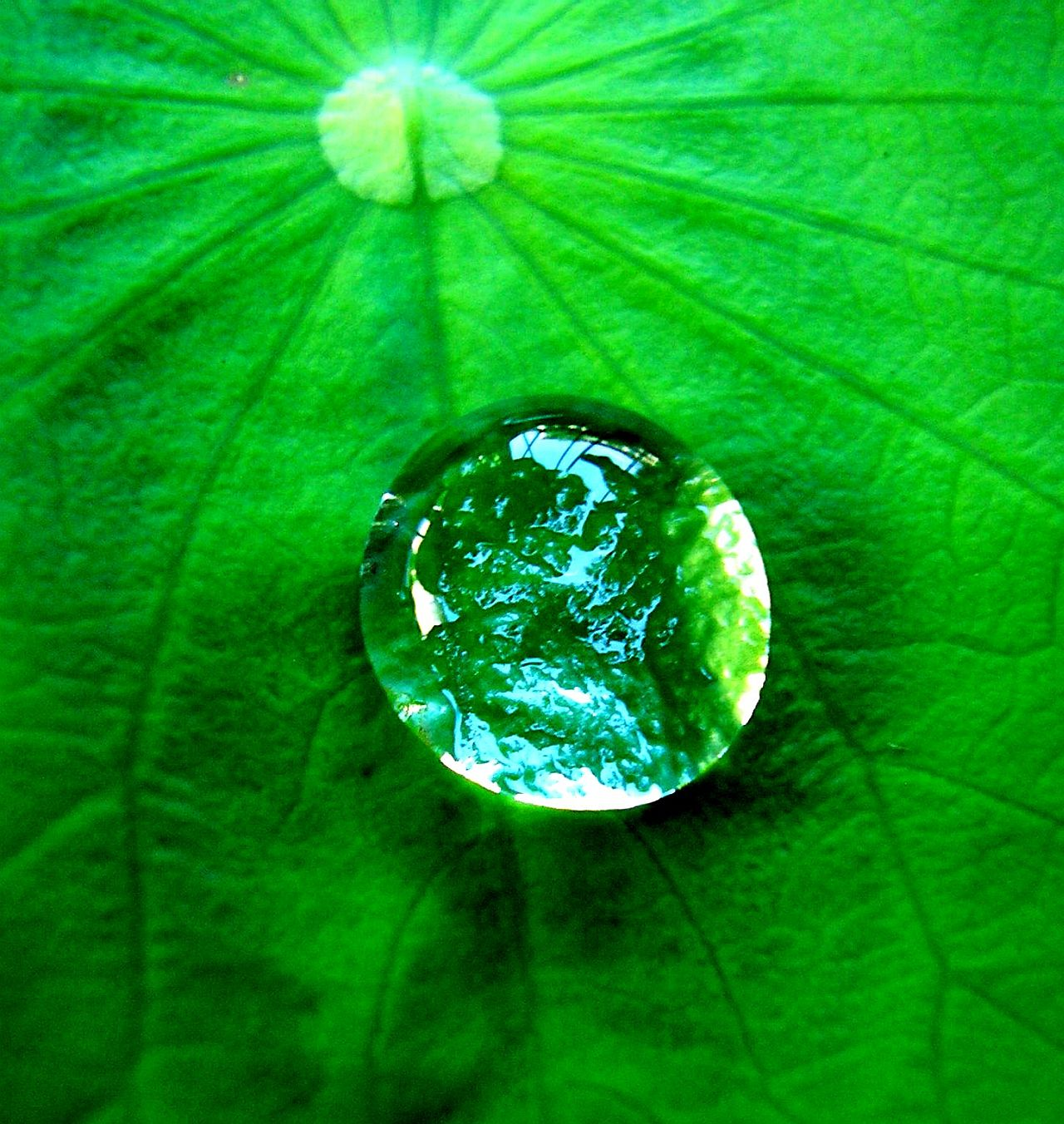
물방울이 구형을 형성하여 소수성 잎과의 접촉을 최소화한다.

소수성 효과(hydrophobic effect) 또는 소수성 상호작용은 비극성 물질이 수용액에서 응집되고 물에 의해 배제되는 경향을 관찰한 것이다. '소수성'이라는 단어는 말 그대로 "물을 배제하는"이라는 뜻으로, 물과 비극성 물질이 분리되어 물의 엔트로피를 최대화하고 물과 비극성 분자 사이의 접촉 면적을 최소화하는 것을 의미한다. 열역학 측면에서 소수성 효과는 용질을 둘러싼 물의 자유 에너지 변화이다. 주변 용매의 양의 자유 에너지 변화는 소수성을 나타내는 반면, 음의 자유 에너지 변화는 친수성을 의미한다.
소수성 효과는 기름과 물의 혼합물을 두 가지 구성 요소로 분리하는 역할을 한다. 이는 또한 세포막 및 소포 형성, 단백질 접힘, 막 단백질의 비극성 지질 환경으로의 삽입 및 단백질-소분자 결합을 포함한 생물학과 관련된 효과를 담당한다. 따라서 소수성 효과는 생명에 필수적이다. 이 효과가 관찰되는 물질을 소수성 물질이라고 한다.

## 같이 보기
- 소수성
- 친수성
- 표면장력